# Astakida
L'illa d'Astakida és una petita illa que pertany a l'arxipèlag del Dodecanès. Es troba al nord-oest de l'illa Kàrpathos i al nord de Kasos. Actualment aquesta illa està despoblada.